# Nogent-lès-Montbard
Nogent-lès-Montbard är en kommun i departementet Côte-d'Or i regionen Bourgogne-Franche-Comté i östra Frankrike. Kommunen ligger i kantonen Montbard som tillhör arrondissementet Montbard. År 2022 hade Nogent-lès-Montbard 153 invånare.

## Befolkningsutveckling
Antalet invånare i kommunen Nogent-lès-Montbard
Referens:INSEE